# Derek Keppel (wicehrabia Bury)
Derek William Charles Keppel (18 grudnia 1911 - 8 listopada 1968), brytyjski arystokrata, najstarszy syn Waltera Keppela, 9. hrabiego Albemarle, i lady Judith Wynn-Carington, córki 1. markiza Lincolnshire.
Wykształcenie odebrał w Eton College. Później wstąpił do 13/18 pułku Królewskich Huzarów Królowej Matki (13th/18th Royal Hussars, Queen-Mothers' Own) i uzyskał tam rangę majora. W 1938 r. został porucznikiem 13 i 231 szwadronu Królewskich Sił Powietrznych (13th and 231st Squadrons, Royal Air Force). Brał udział w II wojnie światowej. W latach 1944–1945 był Generalnym Oficerem Sztabowym ds. Operacji Powietrznych Kwatery Głównej 21 Grupy Armii.
W 1942 r., kiedy jego ojciec został 9. hrabią Albemarle, Derek przyjął tytuł wicehrabiego Bury, przysługujący najstarszemu synowi i dziedzicowi hrabiego. W 1949 r. został Wysokim Szeryfem Hrabstwa Down. Był również zastępcą Lorda Namiestnika tegoż hrabstwa. Zajmował się również hodowlą lisów w East Down.
10 grudnia 1940 r. poślubił lady Mairi Elizabeth Vane-Tempest-Stewart (ur. 25 marca 1925), córkę Charlesa Vane-Tempest-Stewarta, 7. markiza Londonderry, i Edith Chaplin, córki 1. wicehrabiego Chaplin. Zanim to małżeństwo zakończyło się rozwodem w 1958 r., Derek i Mairi doczekali się razem dwóch córek:
- Elizabeth Mairi Keppel (ur. 3 listopada 1941), żona Alastera Villiersa i Merlina Hanbury-Tracy'ego, 7. barona Sudeley, ma dzieci z pierwszego małżeństwa
- Rose Deirdre Margaret Keppel (ur. 11 grudnia 1943), żona Petera Lauritzena, ma dzieci

20 marca 1964 r. poślubił Marinę Davidoff, córkę hrabiego Serge Davidoffa. Derek i Marina mieli razem jednego syna:
- Rufus Arnold Alexis Keppel (ur. 16 lipca 1965), 10. hrabia Albemarle

Lord Bury nigdy nie odziedziczył tytułu hrabiowskiego. Zmarł w 1968 r., w wieku 57 lat, na 11 lat przed swoim ojcem. Tytuł wicehrabiego przypadł jego jedynemu synowi, który w 1979 r. zostanie 10. hrabią Albemarle.